# Alan Gobosowi
Alan Gobosowi (georgisch ალან გობოზოვი; * 13. September 2004 in Bordschomi, Georgien) ist ein georgischer Skispringer.

## Werdegang
Alan Gobosowi startet wie auch seine Schwester Esmeralda Gobosowa für den Skiclub Bakuriani, wo er neben Trainings in der Türkei seit ungefähr 2016 Skispringen trainiert. Er ist mehrfacher georgischer Meister im Skispringen in seiner Altersklasse. Trainer von ihm und seiner Schwester ist sein Vater Ibragim Gobosowi, der selbst Skispringer war und die georgische Skisprung-Nationalmannschaft trainiert.
Sein internationales Debüt gab er am 20. September 2017 im Karpaten-Cup, wo er 30. von 38 Teilnehmern wurde und sich gegen Konkurrenten aus Rumänien, Ungarn, Georgien, der Slowakei und Bulgarien durchsetzen konnte. Am 24. Februar 2018 debütierte er dann im FIS Cup, konnte aber keine großen Erfolge erzielen. Das hielt ihn jedoch nicht davon ab, an weiteren FIS Cups teilzunehmen, wobei er von 2018 bis 2023 nie über eine Top-60-Platzierung in Qualifikation hinauskam. Zwischendurch nahm er mit etwas mehr Erfolg auch an tieferklassigen FIS-Wettbewerben in Râșnov teil.
2020 nahm er an der Juniorenweltmeisterschaften in Oberwiesenthal teil und wurde vorletzter.
Ab 2022 integrierte er sich immer mehr in höherklassige Wettbewerbe, so nahm er im März 2022 am European Youth Olympic Festival teil, wobei er erneut Vorletzter wurde. Dann, im Februar und März 2023, nahm er, ohne erkennbare Verbesserung in vorangegangenen FIS-Cups, an den nordischen Ski-Weltmeisterschaften in Planica teil, wo er von Normal- und Großschanze jeweils Letzter wurde.